# Høgild
Høgild – miasto w Danii, w regionie Jutlandia Środkowa, w gminie Herning.